# Fawzi Haimor

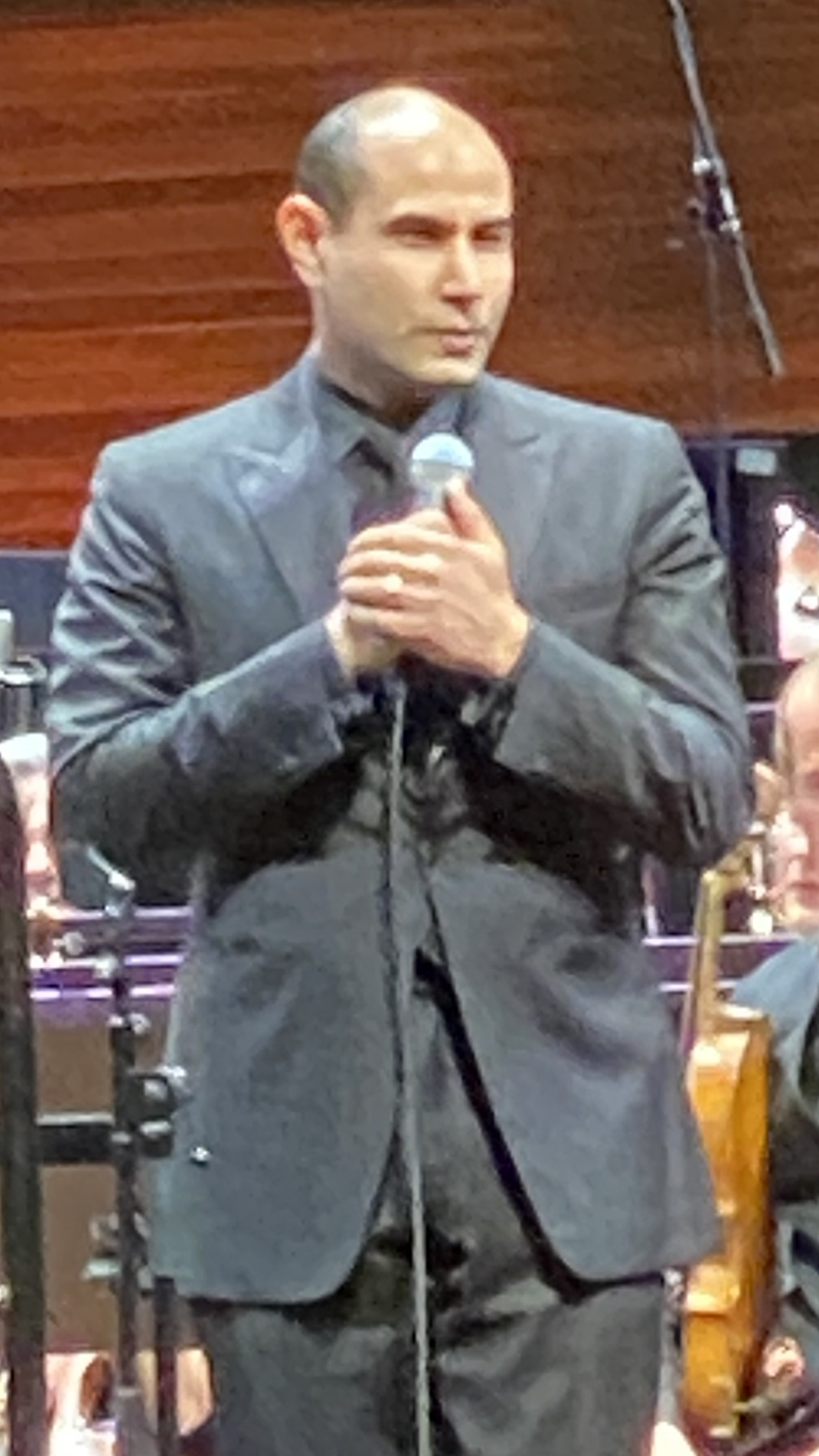
Fawzi Haimor

Fawzi Haimor (* 1983 in Chicago) ist ein US-amerikanischer Dirigent jordanisch-libanesischer und philippinischer Familienherkunft. In Deutschland wurde er bekannt, als er im September 2017 die Leitung  der Württembergischen Philharmonie Reutlingen als Generalmusikdirektor übernahm.

## Leben und Werk
Fawzi Haimor wurde 1983 in Chicago geboren und wuchs bis zu seinem elften Lebensjahr in Saudi-Arabien auf, wo sein jordanisch-libanesischer Vater für die Vereinten Nationen arbeitete. „Mit vier Jahren begann er Geige zu spielen und war in seiner Kindheit vor allem von Beethovens „Neunter“, dirigiert von Herbert von Karajan, schwer beeindruckt.“ 1994 kehrte die Familie in die USA zurück. Fawzi Haimor studierte Violine und Dirigieren (bei David Effron und Arthur Fagen) sowie Neurobiologie an der Indiana University. Nach den Bachelor-Abschlüssen in Musik und Neurobiologie erwarb er Masterabschlüsse als Dirigent an der University of California, Davis und an der Indiana University.
Bis 2015 wirkte Fawzi Haimor als Assistenz-Dirigent und Dirigent in Residence beim Pittsburgh Symphony Orchestra. Hier arbeitete er mit Dirigenten wie Manfred Honeck, Leonard Slatkin, Gianandrea Noseda, Rafael Frühbeck de Burgos und Yan Pascal Tortelier zusammen.
Im September 2017 wurde Fawzi Haimor Generalmusikdirektor der Württembergischen Philharmonie Reutlingen, nachdem er im Dezember 2016 ein überzeugendes Debüt mit diesem Orchester gegeben hatte. Der Vertrag war zunächst bis Ende der Saison 2020/21 ausgestattet. Ein Jahr später wurde er bis in den Sommer 2024 verlängert. Im November 2020 verließ Fawzi Haimor aufgrund der Corona-Krise und den in der Folge fehlenden Auftrittsmöglichkeiten die Württembergische Philharmonie.
In der Spielzeit 2022/2023 tritt Fawzi Haimor unter anderem mit The Florida Orchestra mit Werken von Joshua Cerdenia, Branford Marsalis, Duke Ellington und George Gershwin auf. Er gibt sein Debüt beim Utah Symphony Orchestra mit Strawinskys Feuervogel (1919) und Carl Orffs Carmina burana.
Fawzi Haimor verfügt über ein breites Repertoire mit Schwerpunkten auf der deutschen Spätromantik und bei russischen und amerikanischen Komponisten des 19. und 20. Jahrhunderts. Er ist zudem ein engagierter Interpret zeitgenössischer Musik. In diesem Bereich leitete er unter anderem Uraufführungen von Werken des amerikanischen Komponisten Mason Bates und des syrisch-amerikanischen Komponisten Kareem Roustom. In Reutlingen brachte er unter anderem Werke von Gustav Mahler, Bernd Alois Zimmermann, Peter Tschaikowski, Sofia Asgatowna Gubaidulina, Charles Ives und Johannes Brahms zur Aufführung. Er arbeitete dabei mit Solisten wie Dejan Lazić, Isabelle van Keulen und Noah Bendix-Balgley zusammen.